# 요코보리정
요코보리정(横堀町)은 아키타현 오가치군에 있던 정이다.

## 역사
- 1889년 4월 1일 - 정촌제 시행에 의해 오가치군 요코보리촌이 성립하였다.
- 1895년 7월 19일 - 정으로 승격해 요코보리정이 되었다.
- 1955년 4월 15일 - 인나이정, 아키노미야정과 합병해, 오가치정이 설치되어 소멸하였다.

## 교통
국철 오우본선이 촌내를 통과하고 있었다.
- 1급국도 13호선